# HMS Campbeltown (F86)
La HMS Campbeltown (F86) es una fragata de la Real Armada Británica (Royal Navy) del Tipo 22. Fue construida por Cammell Laird Shipbuilders Ltd. en Birkenhead, es parte de la tercera tanda de las Tipo 22, las cuales, son considerablemente mayores que sus predecesoras e incorporan armamento más avanzados tras las lecciones aprendidas en la guerra de las Malvinas. Fue dada de baja el 7 de abril de 2011. y fue desguazado en el año 2013.